# Feletheus
Feletheus (auch Feva, Feba, Foeba, Fevva, Fevvanus, Theuvanus; † 487 in Ravenna) war König der Rugier von 475 bis 487.

## Familie
Feletheus war der Sohn des Königs Flaccitheus und Bruder des Ferderuchus.
Feletheus heiratete die als grausam beschriebene Gotin Giso (auch Gisa), möglicherweise eine amalische Cousine von Theoderich dem Großen, was das Bündnis mit den Ostgoten einleitete. Mit ihr hatte er den Sohn Fredericus.

## Leben
Nach dem Tod seines Vaters nahm Feletheus wahrscheinlich 475 den Titel rugorum rex (König der Rugier) an. Rugiland, sein Herrschaftsbereich, erstreckte sich nördlich der Donau von Favianis (Mautern an der Donau) bis Boiodurum (bei Passau). Er teilte die Macht mit seinem Bruder Ferderuchus, der im Osten die Gegend um Favianis beherrschte.
476 unterstützten rugische Krieger die Heruler und Skiren unter Odoaker beim Sturz des letzten weströmischen Kaisers. In den Augen römischer Beobachter galt Odoakar daher als herulischer oder rugischer König. Das „rugische Regnum“ fungierte daraufhin als „einigermaßen berechenbare Schutzmacht über Norikum Ripense etwa zwischen dem Wienerwald und Enns“.
Severin von Noricum, der schon seinem Vater beratend zur Seite stand, ermahnte ihn oft von seinen Freveln Abstand zu nehmen. Dennoch hatte der Arianer Feletheus ein gutes Verhältnis zu dem katholischen Abt, den er schon von Jugend an kannte und oftmals besuchte. Im Gegensatz dazu war Königin Giso eine überzeugte Arianerin, die Katholiken bekehrte und der Severin feindselig gegenüberstand. Als einige „barbarische“ Goldschmiede, die gefangengehalten wurden um für Feletheus und Giso Schmuck anzufertigen, Fredericus, den Sohn der Königin als Geisel nahmen, um ihre Freilassung zu erzwingen, empfand Giso das als Strafe für ihr Verhalten gegen Severin.
Wegen der Bedrohung von Lauriacum durch Thüringer und Alamannen nahm Feletheus die bedeutende Stadt, in der sich zahlreiche Flüchtlinge aufhielten, schließlich (vor 482) selbst ein. Feletheus wollte die romanische Bevölkerung evakuieren und in ihm tributspflichtigen Orten ansiedeln. Severin trat ihm entgegen und bat darum, ihm den Schutz der „Verschleppten“ zu übertragen, was der König ihm zugestand.
Als die Rugier vom oströmischen Kaiser Zenon zum Kampf gegen Odoaker angestiftet wurden, kam es zum Konflikt zwischen Feletheus und seinem Bruder Ferderuchus. Da letzterer Odoakar unterstützte, wurde er um 486/487 von seinem Neffen Fredericus getötet. Odoaker kam daraufhin selbst einem möglichen Angriff von dieser Seite zuvor und schlug ein rugisches Heer in der Nähe des Wienerwaldes. Das Reich der Rugier wurde trotz Unterstützung durch die römischen Provinzialen 487/488 in zwei Kriegen von Odoaker zerstört. Feletheus und seine Frau wurden gefangen genommen und in Ravenna 487 hingerichtet.